# Manuel Bonet i Muixí
Manuel Bonet i Muixí (Barcelona, 1913 - Roma, 1969) fou un eclesiàstic que feu la seva formació entre Barcelona i Roma. Fou el portaveu a Catalunya de l'esperit del Concili del Vaticà II, en el qual treballà essent membre de diverses comissions conciliars. Actualment, té una plaça dedicada al barri de Sants de Barcelona.
Mort a Roma, la seva despulla fou portada a Barcelona, on les autoritats van forçar el seu enterrament al Cementiri de Sant Andreu. En 1996 va ésser traslladada al monestir de Sant Pere de les Puel·les de Sarrià, on residia en les seves estades a Barcelona.